# Arbeit macht frei

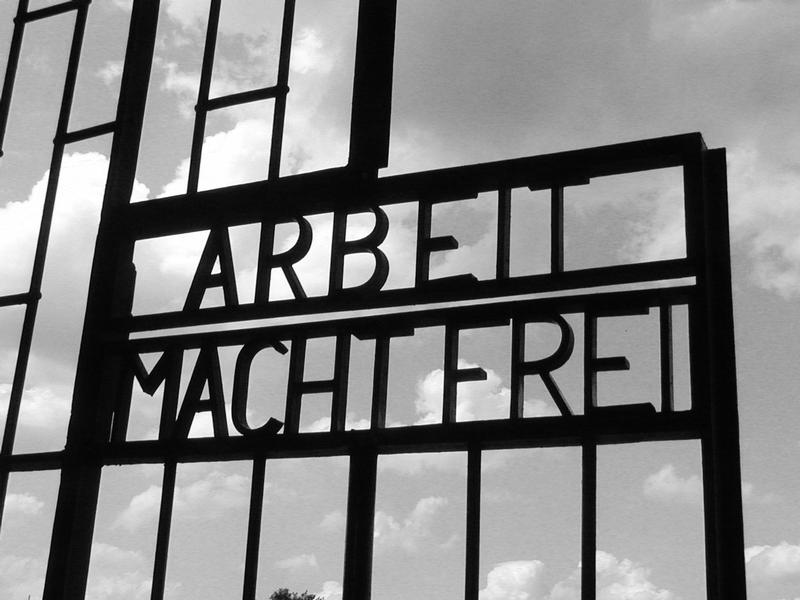
KZ Sachsenhausen

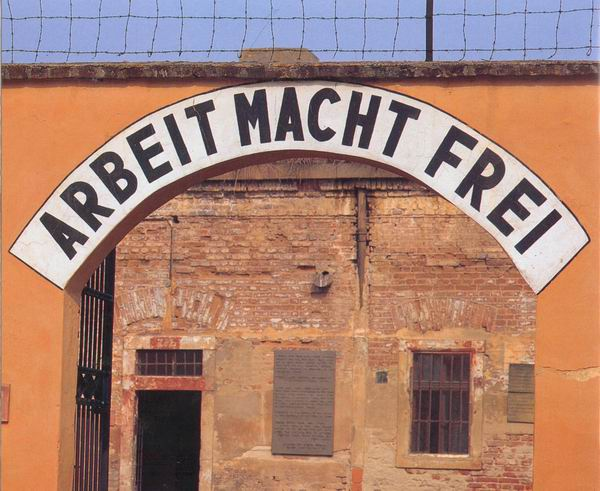
Theresienstadt a la República Txeca.

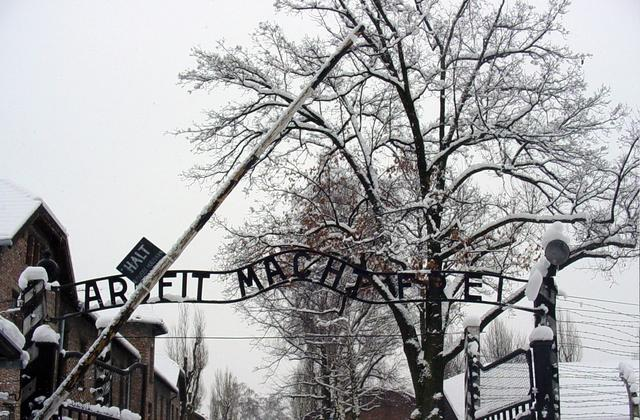
Entrada d'Auschwitz I amb la inscripció Arbeit macht frei

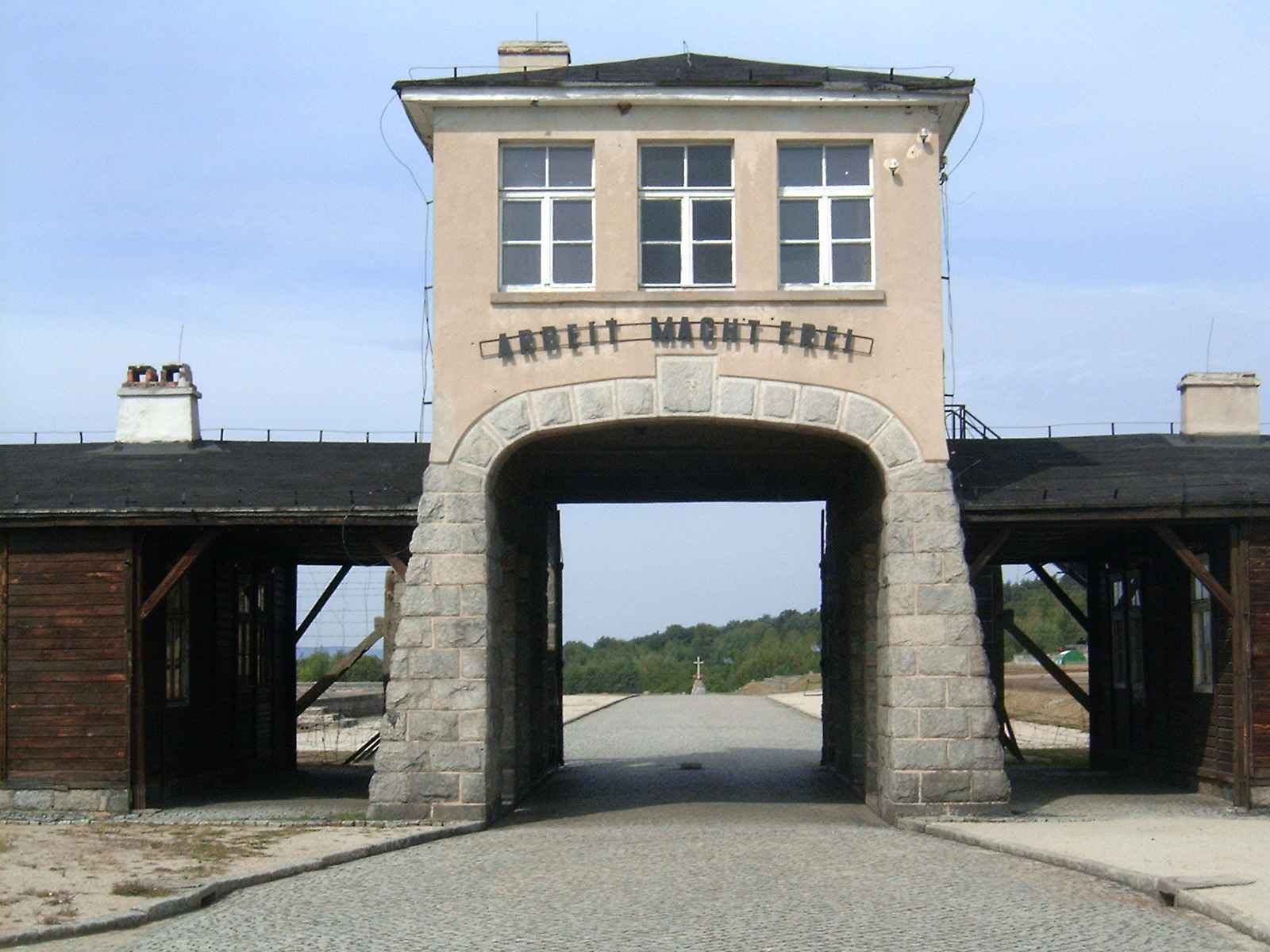
Entrada al camp de concentració de Groß-rosen.

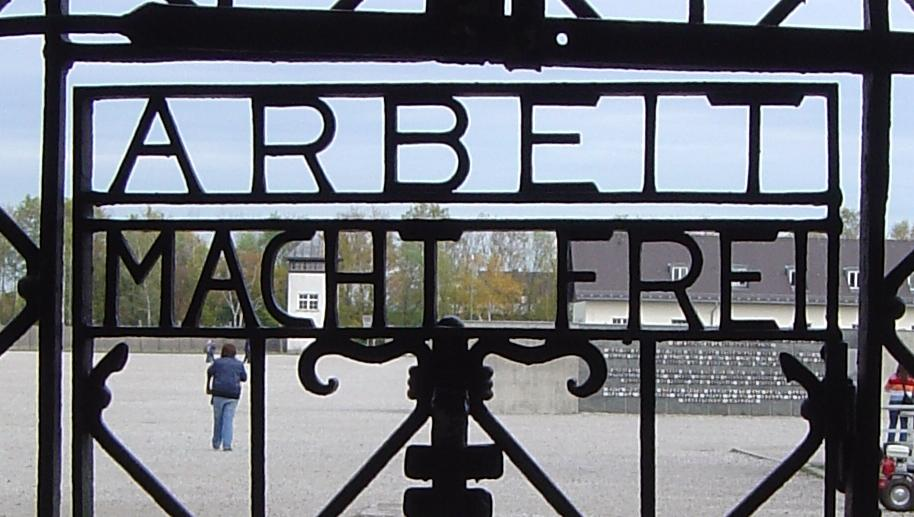
Una de les portes de Dachau.

Arbeit macht frei, és una expressió alemanya que podria traduir-se al català com a "(el) treball fa lliure, "el treball allibera" o "el treball us fa lliures". Aquest lema és conegut per haver estat situat a les portes d'entrada a diversos camps de concentració nazis.

## Origen
Arbeit macht frei és el títol d'una novel·la de l'autor nacionalista alemany Lorenz Diefenbach publicada a Viena el 1873. En aquesta mateixa ciutat, el 1922 serien impresos segells amb el lema per part de l'Associació d'escoles alemanyes antisemites. Cinc anys més tard Arbeit macht frei va ser adoptat com a eslògan per part del Govern de la República de Weimar enaltint els efectes de la seva política d'impuls de grans obres públiques per combatre la desocupació. Aquest eslògan va ser mantingut pel govern del NSDAP (Partit Nazi) quan va arribar al poder el 1933.

## Utilització als camps de concentració
El lema es va emprar en els camps de concentració durant el Govern nacionalsocialista alemany com a irònica i cínica benvinguda als presos, a través d'una inscripció en les portes d'accés als esmentats camps. En realitat, els treballs forçats van ser una de les eines del règim nazi per a l'extermini de milers d'éssers humans en els també anomenats "camps de la mort".
L'historiador Harold Marcuse atribueix la seva utilització com a eslògan dels camps de concentració al primer comandant de les SS en el camp de Dachau, Theodor Eicke.
En alguns camps de concentració, entre d'altres Dachau, Sachsenhausen i Neuengamme, es van afegir a la inscripció les següents paraules de Heinrich Himmler: "Hi ha un camí a la llibertat. Els seus pilars són obediència, laboriositat, fidelitat, ordre, neteja, sobrietat, veracitat, sacrifici i amor a la pàtria! "
El 18 de desembre de 2009, la placa d'Auschwitz que porta la famosa frase va ser robada. La policia va trobar el senyal al nord de Polònia dos dies després en tres trossos. Cinc homes van ser detinguts i van interrogats pel robatori. El senyal va ser erigit pels nazis després que les casernes d'Auschwitz van ser convertides en un camp de treball per allotjar els combatents polonesos de la resistència el 1940.

## Curiositats
A la porta del camp d'extermini d'Auschwitz la lletra B de la paraula "Arbeit" (treball), està invertida. Antics presos en l'esmentat camp asseguren que va ser un símbol de protesta del company de captiveri Jan Liwacz, qui com a manyà artístic va haver de dur a terme diversos treballs per a les SS.
Al camp de concentració de Dachau hi va escriure l'artista Jura Soyfer la coneguda Dachau-Lied ("cançó de Dachau"), en la tornada del qual s'utilitza l'expressió Arbeit macht frei.
L'únic camp de concentració la inscripció del qual en la porta d'entrada era diferent va ser el de Buchenwald, on hi apareixia l'expressió alemanya Jedem das seine (literalment "cada un el seu"), que en la seva forma llatina suum cuique va ser la divisa de la monarquia prussiana, i que es pot interpretar com "a cadascú el que es mereix".